# Orobanche litorea
Orobanche litorea är en snyltrotsväxtart som beskrevs av Giovanni Gussone. Orobanche litorea ingår i släktet snyltrötter, och familjen snyltrotsväxter. Inga underarter finns listade i Catalogue of Life.